# Удовиченко Петро Платонович
Петро Платонович Удовиченко (17 лютого 1914; село Броварки, нині Заможне, Глобинський район, Полтавська область – 29 травня 1992, Київ) — радянський політичний діяч, міністр освіти УРСР (1967–1971), український радянський дипломат, представник України в ООН (1958–1961), історик, педагог, Академік АПН СРСР. Кандидат історичних наук (1947); дійсний член Академії педагогічних наук СРСР по Відділенню загальної освіти (1967); професор (1971). Депутат Верховної Ради УРСР 7-го скликання.

## Життєпис
Народився 17 лютого 1914 року, в селі Броварки (нині Заможне) Глобинського району Полтавщині.
У 1931—1934 роках — студент історичного факультету Новомосковського педагогічного інституту (Дніпропетровська область), здобув спеціальність викладача історії. 
У 1934—1936 роках — вчитель історії в середніх школах №№ 2, 7 та 9 міста Дніпродзержинська Дніпропетровської області.
У 1936—1937 роках — служба в Червоній армії: курсант 116-ї авіаційної бригади в місті Смоленську.
У 1937—1938 роках — вчитель історії середньої школи № 1 міста Дніпродзержинська Дніпропетровської області.
У 1938—1939 роках — директор школи № 16 міста Дніпродзержинська Дніпропетровської області.
Член ВКП(б) з 1939 року.
У 1939—1940 роках — директор Тарнопольського педагогічного училища.
З 1940 року — на партійній роботі. До літа 1941 року працював інструктором, заступником завідувача відділу пропаганди та агітації Тернопільського обласного комітету КП(б)У.
У 1941—1942 роках — завідувач військового відділу Магнітогорського міського комітету ВКП(б) Челябінської області РРФСР.
У 1942—1944 роках — слухач Вищої партійної школи при ЦК ВКП(б) у Москві.
У 1944 році працював відповідальним референтом у Народному комісаріаті закордонних справ УРСР.
З листопада 1944 по квітень 1948 року — помічник члена Політбюро ЦК КП(б)У, заступника голови Ради Міністрів Української РСР Дмитра Захаровича Мануїльського.
Одночасно на 1946 рік — в.о. завідувача політичного відділу Міністерства закордонних справ Української РСР. З 1947 року — викладач Київського державного університету імені Т. Г. Шевченко.
У 1948—1952 роках — помічник заступника голови Ради Міністрів Української РСР Дмитра Захаровича Мануїльського та заступник міністра закордонних справ Української РСР.
У 1952—1956 роках — доцент кафедри історії зовнішньої політики СРСР та міжнародних відносин історичного факультету Київського державного університету імені Т. Г. Шевченка. У 1956—1958 роках — проректор з навчальної роботи Київського державного університету ім. Т. Г. Шевченка. Автор книги «З історії зовнішньої політики УРСР 1919–1922» (1957).
24 березня 1958 — квітень 1961 року — Постійний представник Української РСР при ООН.
У 1961 — січні 1967 роках — завідувач кафедри історії зовнішньої політики СРСР та міжнародних відносин історичного факультету Київського державного університету імені Т. Г. Шевченка. Одночасно в 1964 — 1967 роках — секретар партійного комітету Київського державного університету імені Т. Г. Шевченка.
21 січня 1967 — 2 березня 1971 роках — міністр освіти УРСР.
У 1971 — 1984 роках — в.о. професора кафедри історії міжнародних відносин та зовнішньої політики СРСР Київського державного університету імені Т. Г. Шевченка. 
Потім — на пенсії в Києві.

## Ненависть до української мови
На одній з нарад у Москві Петро Удовиченко так висловився про українську мову: «Пора покончить с этим языком!» (укр. Пора покінчити з цією мовою!). За що отримав догану від міністра освіти СРСР Геннадія Ягодіна, мовляв, «Ещё рано» (укр. Ще зарано).

## Нагороди
- орден Трудового Червоного Прапора
- орден «Знак Пошани» (23.01.1948)
- медаль «За доблесну працю у Великій Вітчизняній війні 1941—1945 рр.» (1945)